# Daniël Wigboldus
Daniël Hendrik Jan Wigboldus (Kampen, 1969) is een Nederlands politicus en voormalig hoogleraar in de sociale psychologie. Sinds 19 maart 2025 is hij commissaris van de Koning in Gelderland. Van 1 mei 2017 tot 1 januari 2025 was hij voorzitter van het college van bestuur van de Radboud Universiteit Nijmegen.

## Loopbaan
Wigboldus groeide op in Den Haag en studeerde psychologie aan de Vrije Universiteit Amsterdam waar hij ook promoveerde. In 1997 ging hij als postdoc aan de Katholieke Universiteit Nijmegen werken. Nadat hij vijf jaar als universitair (hoofd)docent aan de Universiteit van Amsterdam werkte, keerde hij in 2005 terug in Nijmegen als hoogleraar sociale psychologie. In 2008 kreeg hij de universitaire onderwijsprijs (voor beste docent) van de Radboud Universiteit. Zijn onderzoek richt zich op persoonswaarneming, onder andere naar de invloed van stereotypen en vooroordelen op het waarnemen van gezichten. Hij gaf collegereeksen voor de Universiteit van Nederland. Wigboldus was initiatiefnemer van het Virtual Reality Lab van het Behavioural Science Institute en was bestuurslid van de European Association of Social Psychology (EASP). 
Hij werd onderwijsdirecteur en sinds 2013 was hij decaan van de Faculteit der Sociale Wetenschappen. Wigboldus schreef mee aan de in 2013 gepresenteerde nieuwe onderwijsvisie van de universiteit. Van 2017 tot 2025 was is Wigboldus voorzitter van het college van bestuur van de Radboud Universiteit; hij volgde in 2017 Gerard Meijer op en werd in 2025 opgevolgd door Alexandra van Huffelen. Wigboldus is per 1 februari 2019 benoemd tot kamerheer in Gelderland.

## Commissaris van de koning in Gelderland
Op 11 februari 2025 hebben provinciale staten van Gelderland de partijloze Wigboldus voorgedragen als commissaris van de Koning. Op 7 maart werd bekendgemaakt dat de ministerraad Wigboldus heeft voorgedragen voor benoeming door de Kroon per 19 maart 2025. Hiertoe werd Wigboldus op 12 maart beëdigd door de koning.

## Onderscheiding
- Officier in de Orde van Oranje-Nassau bij zijn afscheid van de Radboud Universiteit in januari 2025.[12]

- Gemeinsame Normdatei: 132785994
- International Standard Name Identifier: 0000 0000 7876 9152
- Library of Congress Control Number: nb2007001246
- NARCIS: PRS1287214
- Nederlandse Thesaurus van Auteursnamen: 167183427
- Virtual International Authority File: 31522477
- WorldCat: E39PBJgCMF9HWrDYq6gWqpWFKd